# Lingua gutnica antica
Il gutnico antico era il dialetto del norreno parlato sull'isola di Gotland. Mostra sufficienti differenze dai dialetti del norreno occidentale e orientale e viene considerata come una lingua a sé stante del ceppo.
Si stima che circa 5000 persone parlino ancora oggi, nell'isola di Gotland, la lingua gutnica, discendente diretta del gutnico antico.
La radice gut è la stessa di goti e spesso viene descritto come la lingua abbia somiglianze forti con la lingua gotica. L'esempio maggiormente conosciuto per ricordare la somiglianza è il nome della pecora adulta, che veniva chiamata lamb sia in gotico che in gutnico.
Au rimase nel norreno occidentale, mentre nello svedese antico - eccetto per i dialetti non centrali - si era evoluto nel monottongo ǿ, una versione più lunga di ø, (ǿga). In modo simile ai in bain ("osso") rimase nel norreno occidentale mentre in svedese antico diventò é (bén). Mentre il norreno occidentale aveva il dittongo ey e lo svedese antico il monottongo ǿ, il gutnico antico aveva il dittongo oy.
| Protogermanico                                           | Norreno occidentale | Gutnico antico  | Gotico           | Norreno orientale |
| -------------------------------------------------------- | ------------------- | --------------- | ---------------- | ----------------- |
| *augon ("occhio") *baino ("ossa") *hauzjan ("ascoltare") | auga bein heyra     | auga bain hoyra | augo --- hausjan | ǿga bén hǿra      |

Un esempio della lingua gutnica è riportato nella Gutasaga del tredicesimo secolo.
Esempio:
Þissi þieluar hafþi ann sun sum hit hafþi. En hafþa cuna hit huita stierna þaun tu bygþu fyrsti agutlandi fyrstu nat sum þaun saman suafu þa droymdi hennj draumbr. So sum þrir ormar warin slungnir saman j barmj hennar Oc þytti hennj sum þair scriþin yr barmi hennar. þinna draum segþi han firi hasþa bonda sinum hann riaþ dravm þinna so. Alt ir baugum bundit bo land al þitta warþa oc faum þria syni aiga. þaim gaf hann namn allum o fydum. guti al gutland aigha graipr al annar haita Oc gunfiaun þriþi. þair sciptu siþan gutlandi i þria þriþiunga. So at graipr þann elzti laut norþasta þriþiung oc guti miþal þriþiung En gunfiaun þann yngsti laut sunnarsta. siþan af þissum þrim aucaþis fulc j gutlandi som mikit um langan tima at land elptj þaim ai alla fyþa þa lutaþu þair bort af landi huert þriþia þiauþ so at alt sculdu þair aiga oc miþ sir bort hafa sum þair vfan iorþar attu.
Esempio di gutnico in ortografia norrena normalizzata:
Þissi Þjelvar hafði ann sun sum hít Hafði. En Hafða kuna hít Hvíta Stjerna. Þaun tú byggðu fyrsti á Gutlandi. Fyrstu nátt sum þaun saman svafu þá droymdi henni draumr; só sum þrír ormar varin slungnir saman í barmi hennar, ok þýtti henni sum þair skriðin ýr barmi hennar. Þinna draum segði han firi Hafða bónda sínum. Hann raið draum þinna só: "Alt ir baugum bundit, bóland al þitta varða uk fáum þría syni aiga." Þaim gaf hann namn, allum ófýddum; Guti, al Gutland aiga; Graipr, al annar haita; ok Gunnfjaun þriði. Þair skiptu síðan Gutlandi í þría þriðjunga, só at Graipr þann eldsti laut norðasta þriðjung, ok Guti miðal þriðjung, en Gunnfjaun þann yngsti laut sunnarsta. Síðan, af þissum þrim aukaðis fulk í Gutlandi sum mikit um langan tíma at land elpti þaim ai alla fýða. Þá lutaðu þair bort af landi hvert þriðja þjauð só at alt skuldu þair aiga ok mið sír bort hafa sum þair ufan jorðar áttu.
Traduzione:
Questo Thielvar aveva un figlio chiamato Hafthi. E la moglie di Hafthi era chiamata Stellabianca. Questi furono i primi due a stabilirsi in Gotland. Quando dormirono per la prima notte sull'isola, lei sognò che tre serpenti giacevano nel suo grembo. Lo disse ad Hafthi. Lui interpretò il sogno e disse: "Tutto è unito con anelli, questa isola sarà abitata, e tu darai alla luce tre figli." Anche se non erano ancora nati, lui diede loro un nome; Guti, che avrebbe preso l'isola, Graip e Gunfiaun. I figli divisero l'isola in tre regioni, e Graip che era il più vecchio prese la parte nord, Guti il centro e Gunfjaun, che era il più giovane, prese la parte sud. Dopo molto tempo, i loro discendenti diventarono così numerosi che l'isola non poté più permettersi di tenerli. I terzi dovettero andarsene e poterono tenersi tutto eccetto la terra.